# Ya no hay hombres
Ya no hay hombres es una película de Argentina filmada en colores dirigida por Alberto Fischerman sobre su propio guion escrito en colaboración con Elsa Osorio según la idea de Carlos Trillo que se estrenó el 17 de mayo de 1991 y que tuvo como actores principales a Giuliano Gemma, Georgina Barbarossa, Katja Alemann y Ricardo Bauleo.

## Sinopsis
Una viuda al frente de una empresa en quiebra crea un hombre imaginario que atiende todos sus caprichos y resulta que el enviado de un grupo empresarial italiano que viene a ayudar a la empresa es igual a aquel.

## Reparto
- Giuliano Gemma
- Georgina Barbarossa
- Katja Alemann
- Ricardo Bauleo
- Roberto Carnaghi
- Silvana Di Lorenzo
- Adriana Salgueiro
- Tina Serrano
- Mario Passano
- Maurice Jouvet
- Nelly Beltrán
- Jean-Pierre Noher
- Silvana Silveri
- Oscar Boccia
- Patricia Echegoyen
- Martín Andrade
- Juan José Aquino
- Juan Aarón
- Andrés Redondo
- Gerardo Romano
- Gianni Lunadei

## Comentarios
Paraná Sendrós en Ámbito Financiero escribió:

«Fantasías femeninas tratadas con gracia.»

Carlos Algeri en El Cronista Comercial dijo:

«Humor, ternura y romanticismo.»

Manrupe y Portela escriben:

«De las pocas comedias aceptables de la época, sobre mujeres y con astro italiano.»